# Santa Maria della Neve in San Giuseppe (Nápoly)
A Santa Maria della Neve in San Giuseppe Nápoly egyik bazilikája.

## Története
1571-ben építették egy korábbi őrtorony mellé, amelyet a spanyol alkirályok idejében emeltek a szaracén támadások kivédésére. A templom egyhajós. Boltozatát 16. századi, Belisario Corenzio munkásságára emlékeztető freskók díszítik. A templom egykori műkincsei (Francesco De Mura, Giovan Angelo Criscuolo, Leonardo di Pistoia és Francesco Solimena alkotásai) jelenleg restaurálás alatt állnak.